# Osiem Zasad Znaku Yong

Yǒng

Osiem Zasad Znaku Yong – znakiem, na którym chińscy uczniowie poznawali przez wieki podstawowe zasady pisma wzorcowego jest yong (永, wieczny). Tzw. Osiem Zasad Znaku Yong (chiń. 永字八法, pinyin: Yǒngzì Bā Fǎ) to podstawa dalekowschodniej kaligrafii. Zasady te są znane w Japonii jako Eiji Happō (jap.: えいじはっぽう), w Korei - jako Yeongjapalbeop (kor.: 영자팔법), a w Wietnamie - jako Vĩnh Tự Bát Pháp (także jako Tám Phương Pháp về Chữ Vĩnh).
Zasady obejmują pisownię ośmiu podstawowych kresek tego znaku, zarazem - osiem podstawowych cegiełek pisma wzrocowego. Uważa się, że ich ciągłe ćwiczenie pozwala udoskonalić piękno pisanych odręcznie znaków. Poświęcono im dwa traktaty:
- Pochwała Ośmiu Zasad Znaku "Yong" (永字八法頌) Liu Zongyuana (柳宗元) z czasów dynastii Tang.
- Objaśnienie Ośmiu Zasad Znaku "Yong" (永字八法解) Li Puguanga (李溥光) z czasów dynastii Yuan. Li poszczególnym kreskom nadał dwusylabowe, metaforyczne nazwy.

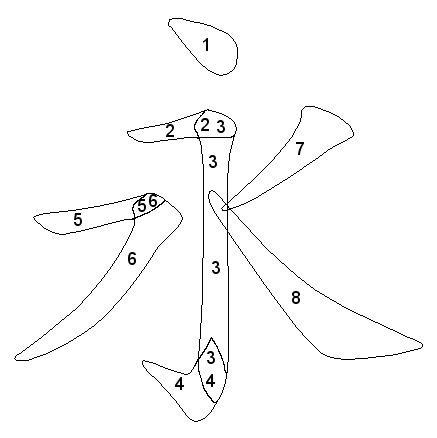
Kreski składające się na znak Yong.
Numeracja odpowiada kolejności kreślenia.
Kolejne kreski zachodzą na siebie,
dlatego numery mogą się powtarzać.

Oto poszczególne kreski oraz zasady ich kreślenia (według kolejności pisania):
1. Cè (側), czyli "Ubocze"
  - Znana także jako Diǎn (點), czyli "kropka"
  - Nazwa Li Puguanga: Guài Shí (怪石), czyli "Dziwny Kamień"
  - Z góry i lewa na dół, do prawa
2. Lè (勒), czyli "Lejce"
  - Znana także jako Héng (橫), czyli "Poziom"
  - Nazwa Li Puguanga: Yù Àn (玉案), czyli "Nefrytowy stół"
  - Prosta pozioma linia
3. Nǔ (弩 lub 努), czyli "Kusza"
  - Znana także jako Tiěchǔ (鐵杵), czyli "Żelazny kostur"
  - Nazwa Li Puguanga: Tiězhù (鐵柱), czyli "Żelazny słup"
  - Prosta pionowa linia
4. Tī (剔), czyli "Wystrzał"
  - Znana także jako Lì (趯), czyli "Skok"
  - Powszechnie znana jako Gou (鉤), czyli "Hak"
  - Nazwa Li Puguanga: Xiāzhuǎ (蟹爪), czyli "Kleszcz kraba"
  - Haczyk zakrzywiony w lewą stronę
5. Cè (策), czyli "Bicz"
  - Znana także jako Tiāo (挑), czyli "Podskok"
  - Nazwa Li Puguanga: Hǔyá (虎牙), czyli "Ząb tygrysa"
  - Pozioma linia zwężająca się ku końcowi i begnąca do góry w prawo
6. Lüè (掠), czyli "Splądrowanie"
  - Znana także jako Piě (撇), czyli "Skos"
  - Nazwa Li Puguanga: Xījiǎo (犀角), czyli "Róg nosorożca"
  - Długa, lekko zakrzywiona linia biegnąca w lewo i w dół
7. Zhuó (啄), czyli "Dziobnięcie"
  - Znana także jako Duǎn Piě  (短撇), czyli "Krótki skos"
  - Nazwa Li Puguanga: Niǎo Zhuó (鳥啄), czyli "Dziobnięcie ptaka"
  - Krótka linia biegnąca w lewo i w dół
8. Zhé (磔), czyli "Rozczłonkowanie"
  - Znana także jako Nà (捺), czyli "Nacisk", lub Pō (波), czyli "Fala"
  - Nazwa Li Puguanga: Jīndāo (金刀), czyli "Złota szabla"
  - Linia na dół w prawo, poszerzająca się na końcu, przez co przyjmuje charakterystyczny kształt chińskiej szabli, dao (stąd nazwa "Rozczłonkowanie")

Kreski te mają różnorakie modyfikacje. Istnieją także inne, bardziej skomplikowane odmiany kresek.